# Federico Winkler
Federico Winkler (* 17. Juni 1942 in Basel; † 12. Juli 2013 in Porrentruy; auch Fritz Paul Winkler, Künstlername Sigambrer) war ein Schweizer Künstler. Seine Arbeiten umfassten Konzeptkunst, Video, Fotografie, Installation, Zeichnungen, Performance, Objektkunst und Malerei.

## Leben
Nach dem Besuch der Mittelschule in Schiers, studierte Winkler von 1965 bis 1968 Musik am Basler Konservatorium. Winkler veranstaltete zahlreiche Ausstellungen und Performances im In- und Ausland. Er war ein Freund und ehemaliger Mitarbeiter von Joseph Beuys. Nach mehreren längeren Auslandsaufenthalten in Italien, Frankreich, Nepal, Amerika, Spanien und Afrika lebte er mit seiner Familie in der Nähe von Porrentruy im welschen Jura in der Schweiz.

## Ausstellungen
- 1979 Kunstmuseum Basel, 5 Basler Künstler
- 1979 FRI – Art Freiburg, Installation
- 1979 INK Zürich, Silent Concert Installation
- 1979 Galerie Preisig Basel, Installation und Objekte
- 1981 Federico Winkler, Kunstmuseum Luzern, Installation und Performance[4]
- 1982 Kunsthalle Basel  „Federico Winkler, Matthias Aeberli, Josef Felix Müller, Anna Winteler, Jürg Stäuble, Carlos Figueira“[5]
- 1982 Le dessin suisse 1970–1980 Ulmer Museum, Ulm;  Pinacothèque nationale, Athens GR; Tel Aviv Museum of Art IS; Musée Rath, Geneva CH
- 1983 Le dessin suisse 1970–1980. Aargauer Kunsthaus Aarau CH; Bündner Kunstmuseum Chur CH; Musée de la Ville de Toulon FR  De Zwitserse tekening, Palais des beaux-arts, Brussels BE
- 1984 Caidoz Gallery New York, Installation und Zeichnungen
- 1985 Alles und noch viel mehr. Das poetische ABC, Kunsthalle Bern
- 1989 Raum für Kunst Basel, Installation
- 1991 Gallery Gognat Basel, Zeichnungen